# Galia Dzhunkóvskaia
Galia Ivánovna Márkova de soltera Dzhunkóvskaia (en ruso: Галина Ивановна Джунковская, en ucraniano: Галина Іванівна Джунковська; Yurkovka, RSS de Ucrania, 6 de octubre de 1922 – Moscú, Unión Soviética, 12 de septiembre de 1985) fue una navegante de escuadrón en el 587.º Regimiento Aéreo de Bombarderos Pesados, posteriormente renombrado como 125.º Regimiento Aéreo de Bombarderos Pesados de la Guardia, durante la Segunda Guerra Mundial donde recibió el título de Héroe de la Unión Soviética el 18 de agosto de 1945.

## Biografía

### Infancia y juventud
Galia Dzhunkóvskaia nació el 25 de octubre de 1922 en la pequeña localidad de Yurkovka en la Gobernación de Kiev —entonces parte de la RSS de Ucrania— en el seno de una familia de campesinos ucranianos. Se graduó como enfermera en la escuela de medicina de Grozni en 1938. Luego, cambió de opinión y se fue a Moscú para estudiar ingeniería aeronáutica en el Instituto de Aviación de Moscú.

### Segunda Guerra Mundial

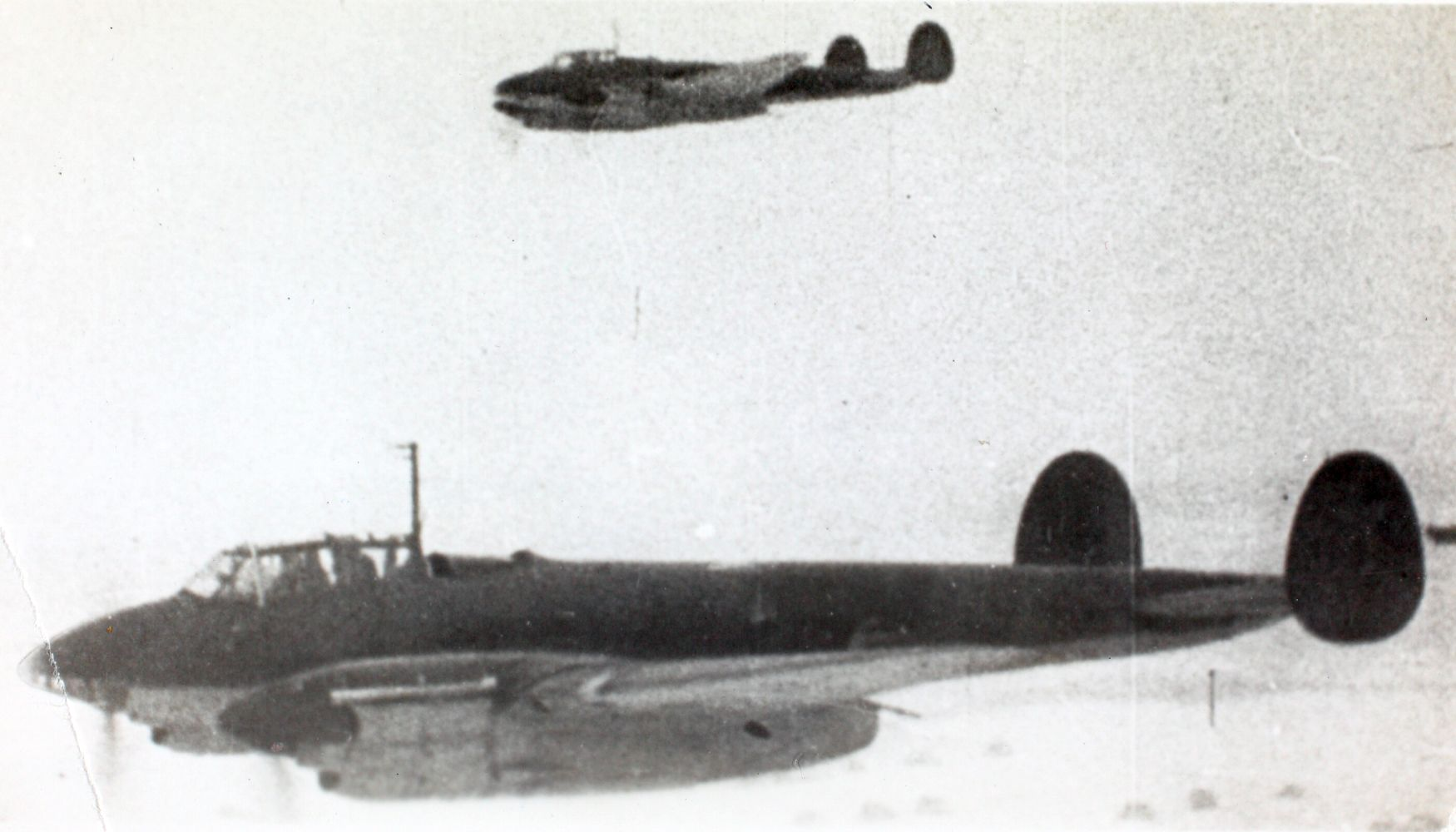
Dos bombarderos Petliakov Pe-2 similares a los que equipaban el 587.º Regimiento Aéreo de Bombarderos de Dzhunkóvskaia

El 22 de junio de 1941, el primer día de la invasión alemana de la Unión Soviética, se ofreció como voluntaria para el servicio de vuelo de primera línea y fue aceptada en el 122.º Grupo de Aviación, una unidad especial formada íntegramente por mujeres, al mando de Marina Raskova, esta después de examinar sus habilidades, decidió asignarla al 587.º Regimiento Aéreo de Bombarderos Pesados, destinado a operar el bombardero ligero Sukhoi Su-2, ya obsoleto. Más tarde, el regimiento recibió la designación de Guardias y pasó a llamarse 125.º Regimiento Aéreo de Bombarderos de la Guardia. Realizó su formación militar y táctica en la Escuela de Vuelo Militar Engels en el Óblast de Sarátov. La unidad terminó usando bombarderos Petliakov Pe-2 en lugar de los Su-2, con los que habían realizado la instrucción. En enero de 1943, cuando el 587.º regimiento entró en combate por primera vez, Dzhunkóvskaia era navegante de vuelo.
En diciembre de 1943, el regimiento recibió la tan esperada orden de volar hacia el frente de combate en Stalingrado. Parte del regimiento partió del frente de Kalinin (actual Tver), donde habían estado en misiones de entrenamiento y combate, y el resto, desde Engels. El 2.º Escuadrón, a las órdenes de Klava Fomicheva, tuvo un pequeño revés cuando el avión pilotado por Masha Dólina, con Galia Dzhunkóvskaia como su navegante, tuvieron que hacer un aterrizaje de emergencia debido a que en el momento del despegue falló uno de sus motores. Aunque el accidente no supuso más que un pequeño contratiempo tuvieron que quedarse atrás mientras arreglaban su avión.
El 4 de enero, finalmente pudieron despegar en busca de su regimiento, pero debido al mal tiempo se vieron obligadas a hacer una serie de escalas en varios aeropuertos en espera de que las condiciones mejoraran, en una de estas escalas se enteraron de que el avión en el que viajaba Raskova se había estrellado y no había supervivientes. tras oír la terrible noticia Masha Dólina continuó su camino en busca de su unidad.

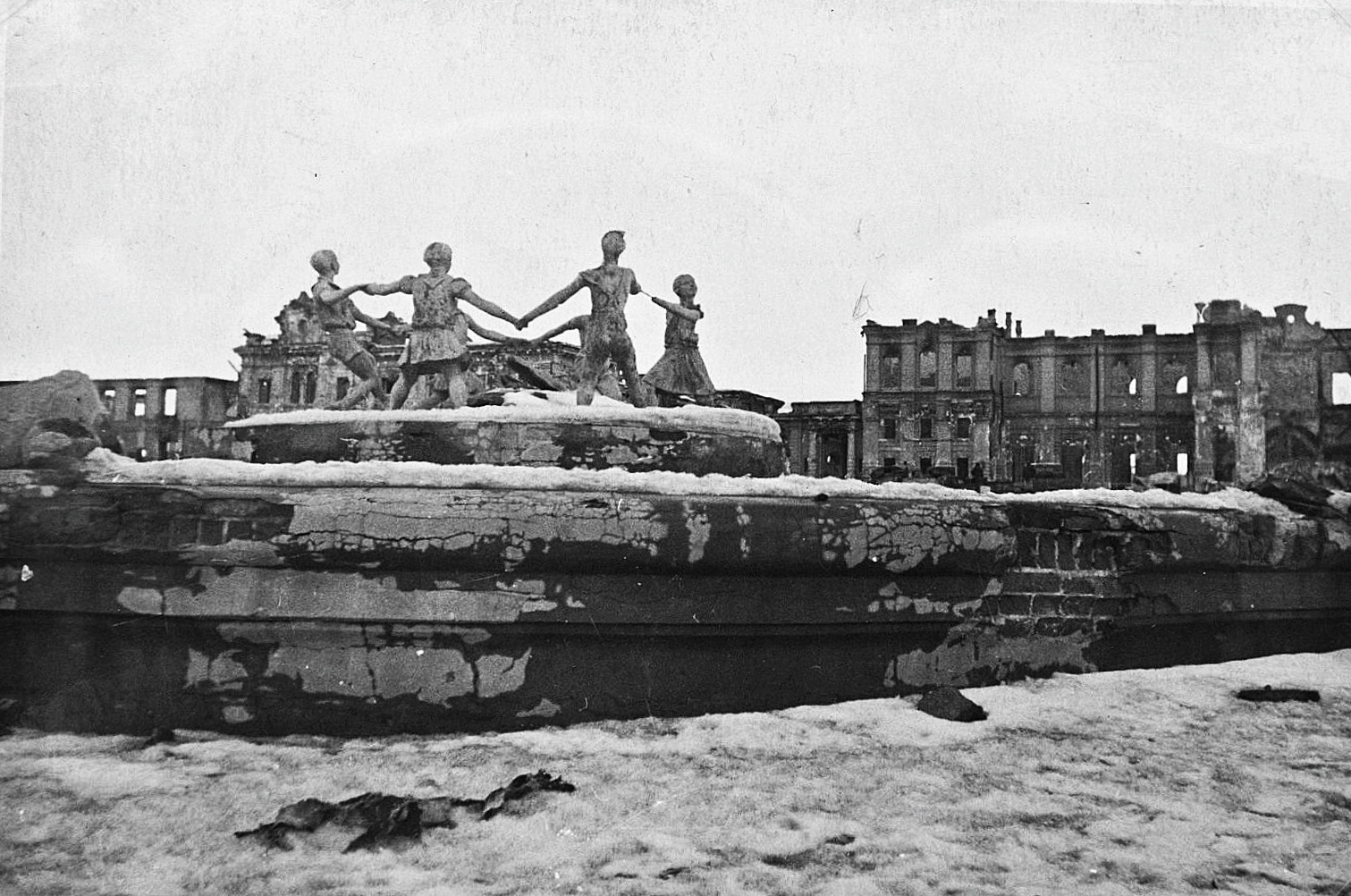
La Plaza Roja de Stalingrado después de la batalla

En enero de 1943, realizaron su primera misión de bombardero contra las posiciones alemanas cercadas en el Kessel (caldero) de Stalingrado. Al alba, al despegar, contemplaron el suelo cubierto por una gélida bruma, una serie de pequeños pueblos, carreteras atestadas de vehículos soviéticos y finalmente las ruinas de Stalingrado. Tuvieron que hacer frente a un disperso fuego antiaéreo, continuaron siguiendo la carretera que llevaba al río, las ruinas de los edificios del barrio fabril, la fábrica de armamento Barricadas y, finalmente, bombardearon sin mayores dificultades su objetivo la fábrica de tractores.
El 6 de junio de 1943, participó en un feroz combate aéreo. Su escuadrón (nueve aviones), que volaba en formación en V, fue atacado por diez cazas alemanes. Al escuadrón se le atribuyen cinco derribos en ese combate, uno de las cuales fue el segundo derribo compartido de Dzhunkóvskaia, mientras que cuatro aviones Pe-2 sufrieron daños graves y se vieron obligados a realizar aterrizajes de emergencia en los aeródromos soviéticos disponibles cerca del frente. Uno de estos aviones era el Dzhunkóvskaia, que tenía ambos motores en llamas. Su piloto María Dólina ordenó a ella y al artillero que se lanzaran en paracaídas, pero desobedecieron porque los aviones alemanes continuaron atacando el avión. Tanto el navegante como el artillero siguieron luchando contra los alemanes. Cuando la navegante se quedó sin municiones, usó granadas aéreas (algunas fuentes afirman que usó bengalas de señales.) Después de que los aviones enemigos se separaron, Dzhunkóvskaia ayudó a Fomicheva a encontrar un lugar de aterrizaje adecuado, un aeródromo y a aterrizar el avión en llamas.
Durante la primavera de 1944, Dzhunkóvskaia y Fomicheva volaron juntas durante mucho tiempo. El 23 de junio de 1944, comenzó la operación Bagration. Ese mismo día, la piloto Klavdia Fomicheva lideró su escuadrón como parte de un grupo de bombarderos, en la segunda salida del día, el avión de Fomicheva fue alcanzado por fuego antiaéreo enemigo cuando se acercaba al objetivo, incendiando el motor izquierdo y matando a su artillero. La propia Fomicheva resultó gravemente herida en una pierna, pero continuó con la misión y arrojó las bombas sobre el objetivo. Luego giró el avión en llamas hacia la línea del frente para evitar ser capturada por el enemigo y continuó volando hasta que llegaron a territorio amigo. Voló en todo momento a una altitud no superior a 200 metros, pero no antes de asegurarse de que Dzhunkóvskaia se lanzara en paracaídas a un lugar seguro; ambas sufrieron quemaduras graves.
El 23 de diciembre de 1944, fue nominada para el título de Héroe de la Unión Soviética por haber completado 62 misiones, haber participado en cinco enfrentamientos aéreos y haber sido acreditada con dos derribos compartidos.

### Posguerra
Poco después del final de la guerra en Europa, en junio de 1945 Dzhunkóvskaia fue transferida al 107.º Escuadrón Independiente de Comunicaciones Aerotransportadas, que tenía su base en Mongolia como parte del 6.º Cuerpo de Aviación de Bombarderos. Con esa unidad participó en la guerra soviético-japonesa de agosto a septiembre, donde combatió en la operación Jingan-Mukden en Manchuria. Mientras combatía en dicha ofensiva, recibió oficialmente el título de Héroe de la Unión Soviética el 18 de agosto de 1945. Después de recibir el título, permaneció en el ejército durante varios años más y continuó sirviendo en el escuadrón 107.º en el Lejano Oriente hasta que fue transferida, en 1946, a la 326.ª División de Aviación de Bombarderos de Largo Alcance.
En 1948 fue ascendida al rango de mayor, en 1950 ingresó en la reserva. En 1951, se graduó en el Instituto Pedagógico Regional de Kirovogrado y trabajó en una escuela como profesora de inglés durante muchos años. Su esposo, Valentín Márkov, quien estuvo al mando de su regimiento en tiempos de guerra, fue nombrado general en el ejército soviético. Tuvieron dos hijos, Víktor y Natalia, y vivieron en varias ciudades de la URSS debido al trabajo de su esposo antes de finalmente establecerse en Moscú en 1961. Fue miembro de la junta directiva de la Sociedad URSS-Países Bajos, miembro de la comisión internacional del Comité Soviético de Veteranos de Guerra.
Galia Dzhunkóvskaia murió el 12 de septiembre de 1985 a los 63 años de edad y fue enterrada en el Cementerio de Kúntsevo.

## Condecoraciones
A lo largo de su vida Galia Dzhunkóvskaia recibió las siguientes condecoracionesː
|  | Héroe de la Unión Soviética (N.º 947; 18 de agosto de 1945)                       |
|  | Orden de Lenin (18 de agosto de 1945)                                             |
|  | Orden de la Bandera Roja (28 de junio de 1944)                                    |
|  | Orden de la Estrella Roja (9 de junio de 1943)                                    |
|  | Orden de la Guerra Patria de 1.er grado (11 de marzo de 1944)                     |
|  | Medalla por el Servicio de Combate (15 de noviembre de 1950)                      |
|  | Medalla Conmemorativa por el Centenario del Natalicio de Lenin «Al valor militar» |
|  | Medalla por la Defensa de Stalingrado (1942)                                      |
|  | Medalla por la Defensa del Cáucaso                                                |
|  | Medalla por la Victoria sobre Alemania en la Gran Guerra Patria 1941-1945         |